# Pablo Hernández Manrique
Pablo Hernández Manrique es un deportista cubano que compitió en judo. Ganó una medalla de bronce en los Juegos Panamericanos de 1991 y una medalla de plata en el Campeonato Panamericano de Judo de 1990.

## Palmarés internacional
| Juegos Panamericanos    | Juegos Panamericanos | Juegos Panamericanos | Juegos Panamericanos |
| Año                     | Lugar                | Medalla              | Categoría            |
| ----------------------- | -------------------- | -------------------- | -------------------- |
| 1991                    | La Habana (Cuba)     | Medalla de bronce    | –65 kg               |
| Campeonato Panamericano |                      |                      |                      |
| Año                     | Lugar                | Medalla              | Categoría            |
| 1990                    | Caracas (Venezuela)  | Medalla de plata     | –65 kg               |